# انگم‌دار برگ‌زبر
اَنگُم‌دار برگ‌زبر (نام علمی: Corymbia aspera) نام یک گونه از سرده خون‌درخت‌ها است.
انگم‌دار، فارسی و به معنی درخت صمغی است.